# Tableaux historiques de la Révolution française

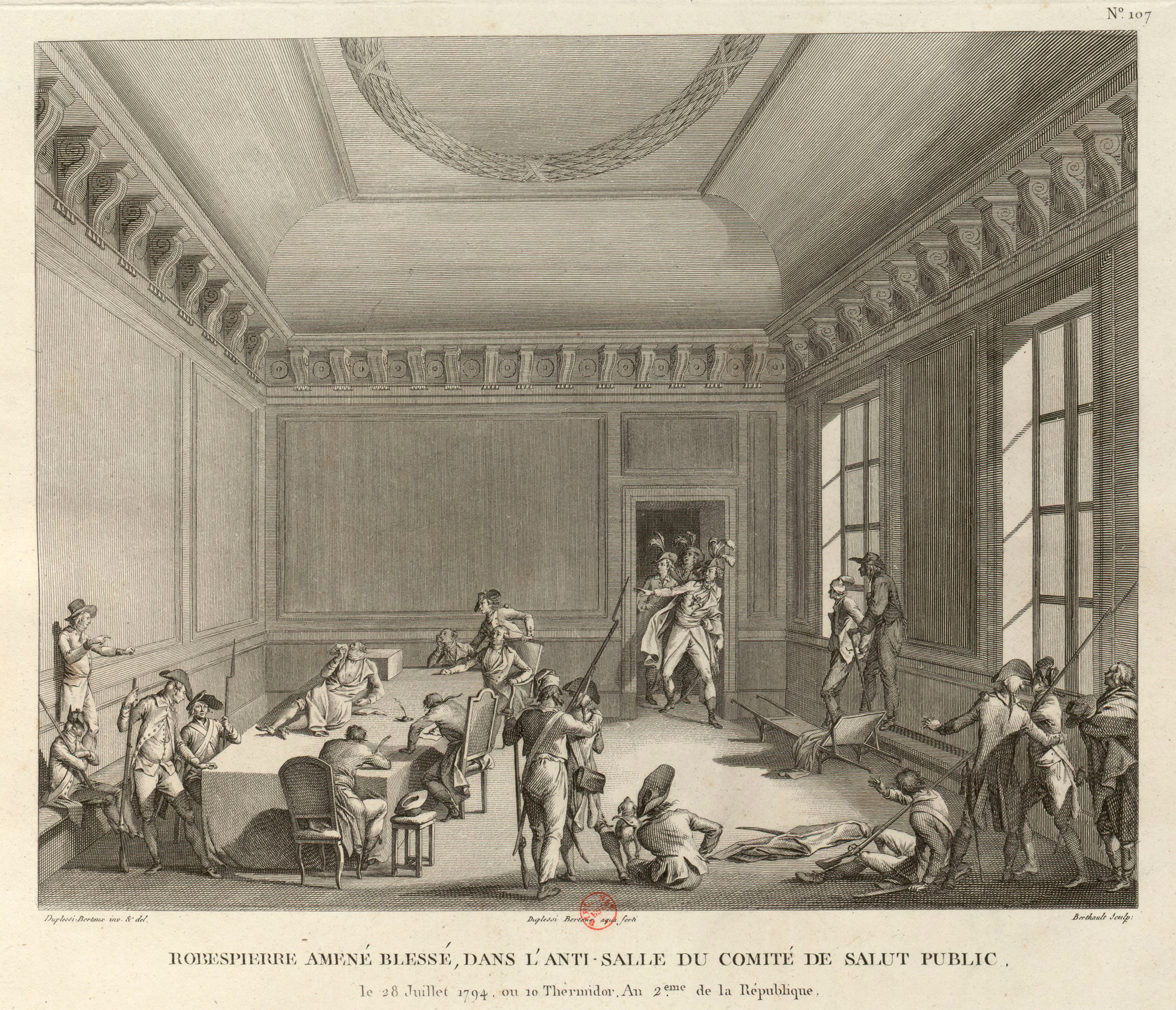
Prent met de aanhouding van Robespierre in de editie van 1802

Tableaux historiques de la Révolution française (Historische taferelen van de Franse Revolutie) is een prentenreeks die van 1791 tot 1796 verscheen in afleveringen en die in 1798 gebundeld werd in vier volumes. In 225 gravures vertelt de serie het verhaal van de Franse Revolutie.   
Het was een commerciële onderneming gedreven door artiesten. De tekeningen zijn uitgevoerd door Jean Duplessis-Bertaux, Abraham Girardet, Nicolas Ozanne, Jean-Louis Prieur, Jacques Swebach-Desfontaines en Vény. Het graveren van hun werk gebeurde door de etsers Pierre-Gabriel Berthault, Jean Desaulx, Claude-Nicolas Malapeau en Claude Niquet. 
Het publiek kreeg in 1791 via de kranten te lezen dat kon worden ingetekend op het project. Met min of meer regelmatige tussenpozen volgden er 112 afleveringen tot ongeveer 1796. De Parijse uitgever Pierre Didot verzorgde in 1798 de eerste cumulatieve uitgave in vier delen, met begeleidende teksten van Claude Fauchet, Sébastien de Chamfort, Pierre-Louis Ginguené en François-Xavier Pagès de Vixouze. De grote folio's openden met twee frontispices van Fragonard. Naast enkele vignetten bestonden de 225 prenten hoofdzakelijk uit 144 eigenlijke taferelen en 66 portretten. Ook een kleurenplaat met de assignaten en hun waarden was toegevoegd. 
Drie nieuwe edities volgden in 1802, 1804 en 1817, door verschillende uitgevers en in verschillende formaten. De editie van 1802 bevatte een tekst die het consulaat voor het leven van Bonaparte rechtvaardigde. Voorts waren er Hollandse en Duitse namaakedities: Tafereelen van de staatsomwenteling in Frankrijk (Amsterdam, 1794-1807) en Denkbuch der Franzoesischen Revolution (1817). 
Het chronologische overzicht volgde de actualiteit met enige vertraging maar niet zonder doeltreffendheid. Het was een succesvolle onderneming van politiek onderricht en propaganda, die de Franse revolutionaire zienswijze uitdroeg over Europa.
Complete edities van 1798, 1802 en 1804 zijn in het bezit van het Musée Carnavalet in Parijs en het Museum van de Franse Revolutie in Vizille.